# Provincia de Groninga
Groninga (en neerlandés, Groningen; en dialecto groningués, Grönnen o Grun'n; en frisón, Grinslân) es una de las doce provincias que conforman el Reino de los Países Bajos. Al igual que las demás provincias, está gobernada por un comisionado o comisario designado por el monarca y una cámara legislativa elegida mediante sufragio universal. La capital es la ciudad de Groninga. Limita con las provincias de Drente y Frisia, el Estado federado alemán de Baja Sajonia y el mar de Frisia.
Las fuentes de ingresos predominantes son la agricultura y la extracción de gas natural, principalmente en el pueblo de Slochteren. La extracción a veces causa pequeños temblores de tierra.
También conocida como Stad en Ommelanden, que significa "ciudad y tierras circundantes". Algunos groningueses hablan dialectos del bajo sajón.

## Historia
Groninga perteneció originalmente a Frisia. Más tarde, en el año 785, pasaría a formar parte de los reinos de los francos en la época merovingia. Carlomagno asignó la cristianización de estas tierras a Ludgero.
En el siglo XI, la ciudad de Groninga perteneció al arzobispado de Utrech.
Durante la Edad Media, la ciudad de Groninga era una ciudad estado que ejercía su poder sobre los territorios limítrofes de Ommelanden. En el siglo XIV, formó parte de la Liga Hanseática. Durante los siguientes años Groninga expandirá su influencia, hasta el punto de controlar prácticamente por completo la actual provincia de Frisia.

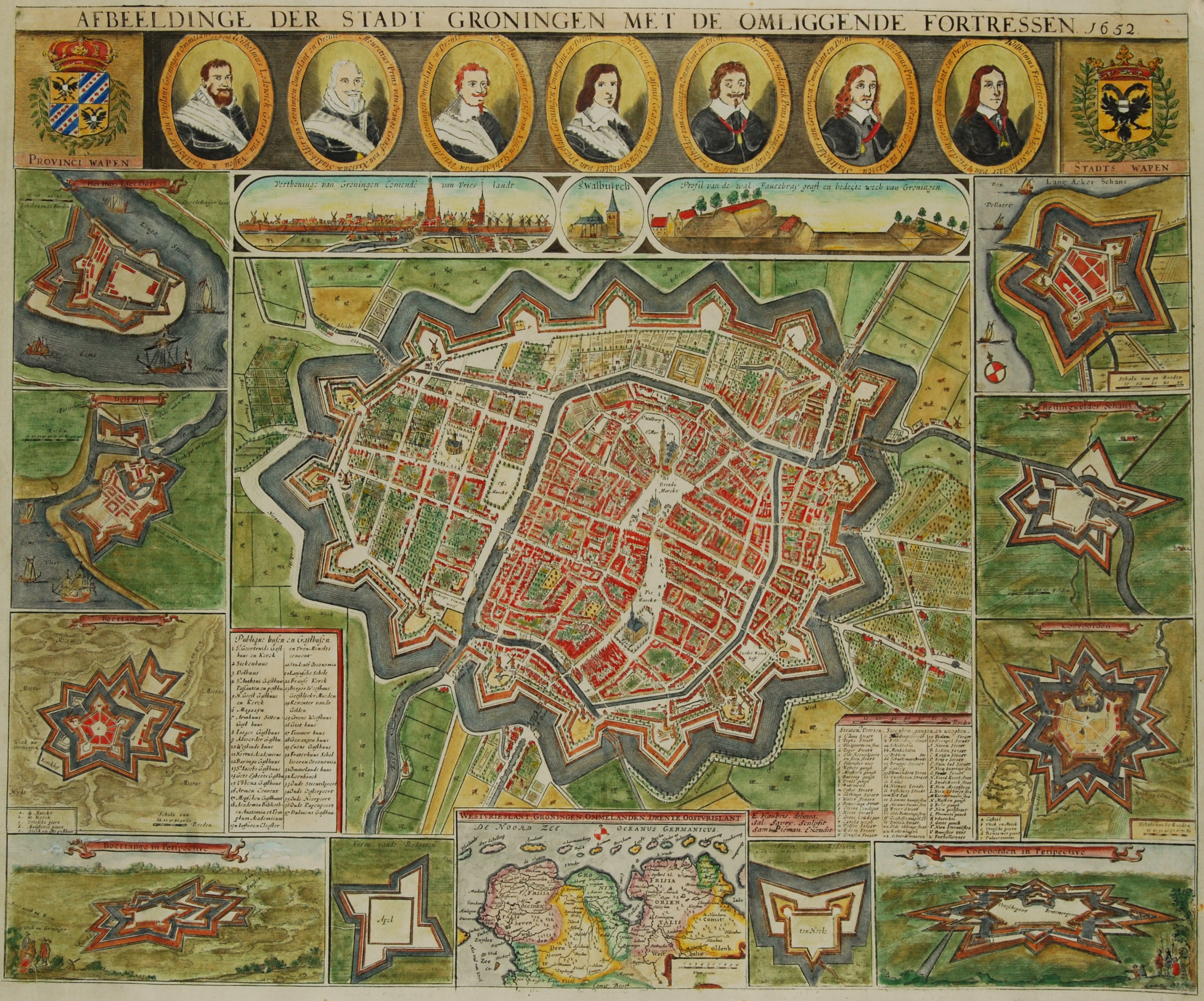
1652 Mapa de la ciudad de Groninga y de sus fortificaciones.

## Municipalidades
Hasta 1990, Groninga se caracterizaba por tener un gran número de pequeños municipios. En ese año, una importante reorganización redujo drásticamente su número, que quedó en 25, aunque seguía siendo relativamente alto en atención a su población: la media en Groninga en 2007 era de 22.900 habitantes por municipio, 16.300 si se excluye del cálculo la ciudad de Groninga, cuando la media nacional por municipio era de unos 37.000 habitantes. El 1 de enero de 2010, los antiguos municipios de Reiderland, Winschoten y Scheemda se fusionaron para crear el nuevo Oldambt, lo que dejaba en 23 el número de municipios, reducidos a 20 tras la remodelación municipal del 1 de enero de 2018, por la que los antiguos municipios de Hoogezand-Sappemeer, Menterwolde y Slochteren se fusionaron para crear el nuevo Midden-Groninga y los antiguos municipios de Bellingwedde y Vlagtwedde se fusionaron para crear el nuevo Westerwolde. Reducidos a 12 tras la remodelación municipal del 1 de enero de 2019, dos años más tarde se creó el municipio de Eemsdelta mediante la fusión de Appingedam, Delfzijl y Loppersum, quedando finalmente el número de municipios en los diez siguientes:
| - Eemsdelta - Groninga (Groningen) - Het Hogeland - Midden-Groninga (Midden-Groningen) - Oldambt | - Pekela - Stadskanaal - Veendam - Westerkwartier - Westerwolde |

## Geografía
Groninga es drenada por numerosos ríos y canales cortos, incluidos los canales Ems, Hoen, Reit y Winschoten.

## Demografía
Groninga es relativamente poco poblada. Tiene una superficie que es aproximadamente el 9% del área total del país, sin embargo sus 582 944 habitantes (Eurostat, 2019), representan el 3.4% de la población total de los Países Bajos.En el 2023 la región tiene 596 075 habitantes.